# De flic à médium
De flic à médium : mon quotidien avec les esprits est un livre écrit par Virginie Lefebvre et Vivianne Perret publié en 2018, qui raconte le parcours de Virginie Lefebvre, ex-policière devenue médium. L'ouvrage retrace ses expériences dans les forces de l’ordre et la manière dont elle a découvert et accepté ses dons médiumniques.
À travers ce témoignage, la biographie aborde des thèmes tels que la spiritualité, la médiumnité et la réinvention de soi dans un cadre policier.

## Résumé
Dans l'ouvrage De flic à médium, Virginie Lefebvre est décrite comme « la médium du peuple ».en raison de sa capacité à communiquer avec les défunts, apportant soutien et réconfort aux personnes anonymes en quête de réponses spirituelles. Avant de devenir médium à plein temps, elle a mené une vie plus conventionnelle en fondant une famille et en travaillant comme policière municipale. Cependant, ses dons médiumniques ont pris de plus en plus de place, la poussant à réorienter sa carrière .
Le livre aborde également les réflexions de Virginie sur la médiumnité, malgré sa conviction en l’existence de l’au-delà. Pour approfondir sa compréhension de ce phénomène, elle a rencontré divers experts, parmi lesquels un prêtre, un illusionniste, un psychiatre et des spécialistes de la transcommunication instrumentale (TCI). Ces échanges enrichissent le récit en offrant des perspectives multiples sur les expériences médiumniques.
Malgré les nombreuses interprétations possibles, le livre laisse une certitude : Virginie Lefebvre est convaincue que la vie continue après la mort. Ce témoignage s’ouvre ainsi à une diversité de points de vue, permettant à chaque lecteur de se forger sa propre opinion sur la médiumnité et la communication avec les défunts.

## Préface de Bernard Werber

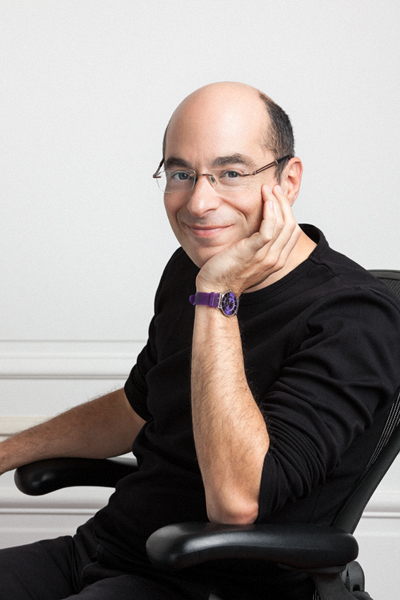
Bernard Werber écrit la préface du livre De flic à médium en 2018. Il est depuis membre d'honneur de l'Institut de recherche sur les expériences extraordinaires (INREES).

L'écrivain Bernard Werber, connu pour sa  trilogie des Fourmis, signe la préface du livre De flic à médium :

« Virginie m'apportait des répondes claires et précises sur des questions concernant deux personnes disparues.  Je suis aussi un raconteur d'histoires et je dois avouer que celle que Virginie m'a transmise lors de notre rendez-vous avait peu de chances d'être issue de son imagination.
À la fin de la séance, j'ai eu le sentiment agréable d'avoir replacé en bon ordre quelques éléments de mon passé et plus particulièrement mon rapport avec deux défunts cités, des personnes qui ont été très importantes dans ma vie »

— Bernard Werber, écrivain.

## Réception publique
Selon Lucile Poulain du magazine belge Soir Mag, De flic à médium est un récit surprenant où Virginie Lefebvre partage son quotidien entre deux mondes. Avant de devenir médium, elle était policière municipale et a fondé une famille. Lors d'une interpellation au feu rouge, une voix intérieure lui révèle des détails intimes sur un proche décédé, marquant un tournant dans sa vie et l'obligeant à accepter ses dons médiumniques, transformant ainsi sa carrière et son existence.
Que l'on croie ou non à la médiumnité et à l'au-delà, le journaliste Luc Angevert de Closer souligne la sincérité de Virginie Lefèbvre et sa foi inébranlable en la survie de l'âme. « La mort n'affecte que la matière », affirme-t-elle. Pour cette mère de 38 ans, qui vit avec les esprits depuis l'enfance, ce don l'a conduite à abandonner sa carrière de policière municipale pour devenir médium.
Le magazine Maxi Mag estime qu'en tant qu'ancienne policière municipale, Virginie Lefebvre a trouvé une autre façon d'être utile à la société en devenant médium. Au cours de l'entretien elle dit que « c'est pour rassurer et apaiser que je communique avec les défunts ».